# Wanda Panfilová
Marianna Wanda Panfil-González (* 26. ledna 1959 Tomaszów Mazowiecki) je bývalá polská atletka, která se věnovala maratonskému běhu, mistryně světa z roku 1991.

## Sportovní kariéra
Největších sportovních úspěchů dosáhla pod vedením mexického trenéra Mauricia Gonzalese, za kterého se později provdala. V letech 1980 až 1991 mnohokrát reprezentovala Polsko na dlouhých tratích (od 1500 metrů po maraton). V roce 1991 se stala mistryní světa v maratonu časem 2:29:53. Dvakrát startovala na olympiádě – v roce 1988 v Soulu a v roce 1992 v Barceloně – v obou případech doběhla v maratonu na 22. místě.
Během své kariéry vyhrála několik významných světových maratonů, například Bostonský maraton (rok 1991) nebo Newyorský maraton.